# ضد فلسفه

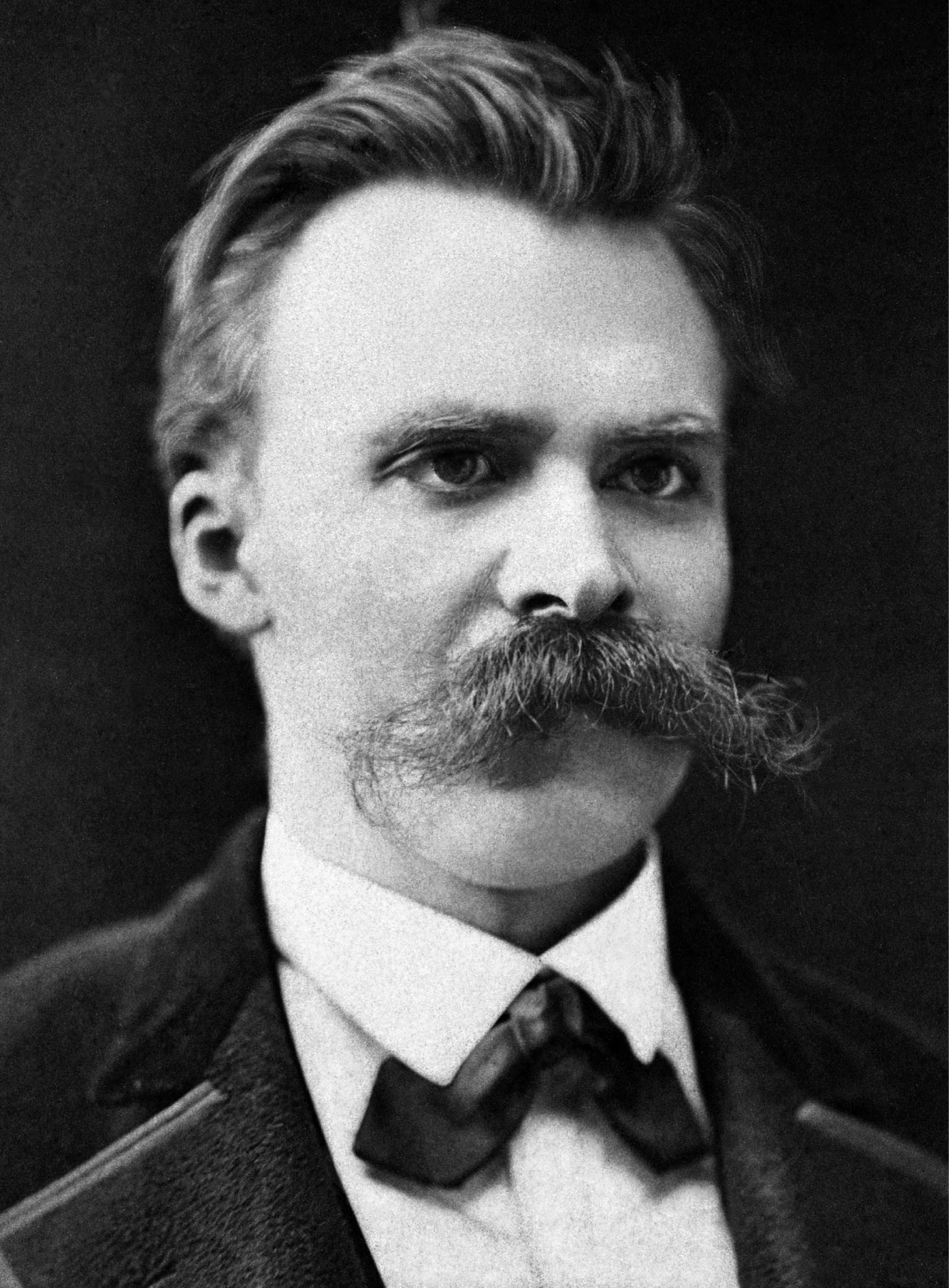
فردریش نیچه، یکی از برجسته‌ترین متفکران مرتبط با ضد فلسفه.

ضد فلسفه (به انگلیسی: Antiphilosophy) جریانی فکری و انتقادی است که در تاریخ اندیشه با هدف به چالش کشیدن بنیان‌ها، روش‌ها، و اهداف فلسفه سنتی شکل گرفته است. این دیدگاه نه صرفاً رد فلسفه، بلکه تلاشی برای افشای تناقض‌ها، محدودیت‌ها، و پیش‌فرض‌های نادیده‌گرفته‌شده‌ی آن است. ضد فلسفه با متفکرانی مانند فردریش نیچه، لودویگ ویتگنشتاین، و سورن کی‌یرکگور پیوند خورده و به‌ویژه توسط آلن بدیو، فیلسوف فرانسوی معاصر، به‌صورت مفهومی صورت‌بندی شده است. این جریان بر نقد نظریه‌پردازی‌های متافیزیکی، استدلال‌های پیشینی، و مشکلات فلسفی به‌عنوان سوءتفاهم‌های زبانی یا مفهومی تأکید دارد و گاهی فعالیت‌های عملی مانند هنر، سیاست، یا علم را به‌عنوان جایگزین‌های معنادار پیشنهاد می‌دهد.ضد فلسفه در طول تاریخ اندیشه، از سوفسطاییان یونان باستان تا فیلسوفان مدرن و پسامدرن، تأثیرات عمیقی بر فلسفه و فرهنگ گذاشته است. این دیدگاه با دعوت به بازنگری در روش‌های فلسفی، به‌عنوان محرکی برای نوآوری در اندیشه فلسفی عمل کرده و در عین حال مناقشات متعددی را برانگیخته است.

## تاریخچه
در حالی‌که ریشه‌های ضد فلسفه را می‌توان به دوران باستان بازگرداند—برای نمونه در شک‌گرایی پیرون یا موضع‌های انتقادی آرکسیلاوس که قطعیت‌های فلسفی را به چالش می‌کشیدند—با این حال، انسجام و تبلور این جریان، در قالب گفتمانی منسجم و متفکرانه، عمدتاً در دوران مدرن و با اندیشه‌های فردریش نیچه پدیدار شد. ضد فلسفه نه صرفاً انکار فلسفه، بلکه تلاشی برای عبور از محدوده‌های تثبیت‌شده‌ی آن است، که با نقد پیش‌فرض‌های متافیزیکی و عقلانی همراه است.
ویژگی محوری اندیشه‌ی نیچه در نقد بنیادین او به مفاهیم متافیزیکی چون حقیقت، اخلاق و علیت نهفته است. او باور داشت که این مفاهیم بازتاب ساختارهای دینی‌اند که در قامت فلسفه عقلانی بازتولید شده‌اند.
و نیروی آفرینندگی زندگی را سرکوب می‌کنند. نیچه در «تبارشناسی اخلاق» با رویکردی روان‌شناختی و تاریخی نشان داد که «خیر» و «شر» نه داده‌هایی ماورایی، بلکه برساخته‌های گفتمانی‌اند
سپس در قرن بیستم، لودویگ ویتگنشتاین در مرحله‌ی دوم اندیشه‌اش، به‌ویژه در اثر بنیادین «پژوهش‌های فلسفی»، از نظام‌سازی نظری عبور کرد و فلسفه را به‌مثابه درمان در نظر گرفت. او استدلال کرد که بسیاری از مسائل فلسفی نتیجه‌ی کژفهمی‌های زبانی‌اند و کار فیلسوف، پاک‌سازی زبان از ابهام است.
توجه به سوژه‌ی مدرن و بحران آن در اندیشه‌ی ژاک لاکان به اوج رسید. لاکان با تلفیق روان‌کاوی فرویدی، ساختارگرایی زبان‌شناختی و منطق ریاضی، تصویری نو از انسان ارائه داد که نه بر پایه‌ی شفافیت خودآگاهی، بلکه در گسست‌های نمادین تعریف می‌شود. او با تمایز میان ساحت‌های «خیالی»، «نمادین» و «واقعی»، جایگاه سوژه را در رابطه با زبان و ناخودآگاه بازشناسی کرد.
در خوانش آلن بدیو، این سه چهره—نیچه، ویتگنشتاین و لاکان—هر یک نماینده‌ی قلمرویی خاص در ضد فلسفه‌اند: نیچه با سیاست و اراده به قدرت، ویتگنشتاین با زبان و هنر، و لاکان با علم و روان‌کاوی. بدیو تأکید می‌کند که ضد فلسفه، با وجود تضاد ظاهری با فلسفه، در درون آن باقی می‌ماند و تنش‌های خلاقانه‌ای ایجاد می‌کند.
از این منظر، ضد فلسفه را نمی‌توان صرفاً انکار فلسفه دانست، بلکه شیوه‌ای برای اندیشیدن در حاشیه‌ی فلسفه است که جای حقیقت مطلق را با زبان، ناخودآگاه و تاریخ پر می‌کند. این تقابل، فلسفه را به بازنگری و تحول وامی‌دارد.
ریشه‌های این جریان در بحران‌های مدرنیتۀ متأخر و فروپاشی افق‌های متافیزیکی کلاسیک ردیابی‌پذیر است. ضد فلسفه به‌عنوان پاسخی به بن‌بست‌های عقلانیت ابزاری، امکان‌های نوینی برای اندیشیدن به سوژه و معنا فراهم می‌آورد.
مؤلفه‌های اصلی ضد فلسفه شامل نقد تئوری به سود تفسیر، نفی نظام‌مندی به نفع پراکندگی، تحلیل روانی و زبان‌شناختی به جای فلسفه‌ی ذهن، و تأکید بر رخداد و لحظه‌های استثنایی است. این مؤلفه‌ها ضد فلسفه را به گفت‌وگویی خلاقانه با فلسفه بدل کرده‌اند.
پس ضد فلسفه را باید به‌مثابه هم‌زیستی ناهمگون در سنت فلسفی نگریست؛ جریانی که تضاد و زایش را در خود حفظ می‌کند و فلسفه را از درون متحول می‌سازد.
واقعیت آن است که پرسش‌های ضد فلسفه—از سرشت زبان تا بنیادهای اخلاق—همچنان در کانون اندیشه‌ی معاصر قرار دارند. مواجهه با ضد فلسفه، نه پایان فلسفه، بلکه آغازی برای بازاندیشی در امکان‌های آن است.
رویکرد ضد فلسفی، به‌ویژه در سنت قاره‌ای، ابزاری برای نقد روایت‌های کلان فراهم می‌آورد و فلسفه را از ذات‌گرایی به فرآیند سوق می‌دهد.
یگانگی مفاهیم در ضد فلسفه دروغین است؛ معنا در تکه‌پاره‌های گفتمانی و تاریخی شکل می‌گیرد و با ادبیات، شعر و هنر هم‌پوشانی می‌یابد.
این رویکرد نشان می‌دهد که ضد فلسفه، اگرچه نفی کلیت فلسفه را هدف می‌گیرد، بیانگر تمنای فلسفه‌ای متعالی است که در گسست، تردید و تناقض امکان‌های نو می‌گشاید.

## پیشنهاد فعالیت‌های جایگزین
در حالی‌که ضد فلسفه معمولاً فلسفه سنتی را با فعالیت‌های جایگزین که مدعی ظرفیت بیش‌تری برای درک هستی‌اند جایگزین می‌کند، این فعالیت‌ها در آثار متفکران کلیدی به‌صورت متمایزی نمود می‌یابند. این جایگزینی نه تنها نقدی بر روش‌های فلسفی است، بلکه تلاشی برای ارائه‌ی راه‌هایی عملی‌تر و ملموس‌تر برای مواجهه با پرسش‌های بنیادین زندگی است. ویژگی بارز رویکرد فردریش نیچه در پیشنهاد سیاست، تبارشناسی، تفسیر هنری و زندگی دیونیزوسی به‌عنوان جایگزین‌های فلسفه‌ی انتزاعی است. نیچه در آثاری مانند «چنین گفت زرتشت» و «تبارشناسی اخلاق»، فلسفه را به‌عنوان مانعی برای آزادسازی نیروی حیاتی زندگی نقد کرد و پیشنهاد داد که سیاست به‌عنوان اراده به قدرت، تبارشناسی به‌عنوان کاوش در ریشه‌های تاریخی ارزش‌ها، و هنر به‌عنوان بیان دیونیزوسی، راه‌های بهتری برای فهم و زیستن در جهان ارائه می‌دهند. او معتقد بود که این فعالیت‌ها، برخلاف فلسفه متافیزیکی، به فرد امکان می‌دهند تا خلاقیت و اصالت وجودی خود را بازیابد. در آثار متأخر خود، به‌ویژه «پژوهش‌های فلسفی»، کاربرد زبان روزمره، بازی‌های زبانی و وضوح در کاربردهای زبانی را به‌عنوان جایگزین نظریه‌های کلی فلسفی پیشنهاد کرد. او استدلال کرد که فلسفه باید به‌جای ساختن نظام‌های انتزاعی، به تحلیل و شفاف‌سازی کاربردهای زبانی در زندگی روزمره بپردازد. از نظر ویتگنشتاین، این رویکرد نه تنها مسائل فلسفی را حل می‌کند، بلکه آن‌ها را به‌عنوان سوءتفاهم‌هایی بی‌معنا کنار می‌گذارد، و از این‌رو، به نوعی زیبایی‌شناسی زبانی و عملی منتهی می‌شود.توجه به روان‌کاوی و علم در آثار ژاک لاکان برجسته است، که فرمالیسم ریاضی و تحلیل روان‌کاوی را به‌مثابه «علم حقیقی ذهن» در برابر روان‌شناسی فلسفی و فلسفه ذهن سنتی قرار داد. لاکان با استفاده از مفاهیم ساختی مانند ساحت‌های «خیالی»، «نمادین» و «واقعی»، سوژه را در بستر زبان و ناخودآگاه بازتعریف کرد و استدلال کرد که روان‌کاوی، با ابزارهای علمی و زبان‌شناختی، درک دقیق‌تری از سوژه انسانی ارائه می‌دهد. این جایگزینی، فلسفه سنتی را به حاشیه می‌راند و علم روان‌کاوی را به‌عنوان روشی برای کاوش در پیچیدگی‌های ذهن انسانی برجسته می‌کند.در خوانش آلن بدیو، این فعالیت‌های جایگزین—سیاست نیچه، زبان ویتگنشتاین، و علم لاکان—قلمروهای متمایزی را در ضد فلسفه نمایندگی می‌کنند. بدیو استدلال می‌کند که این فعالیت‌ها، با تمرکز بر عمل و تجربه، از محدودیت‌های نظریه‌پردازی متافیزیکی فراتر می‌روند و راه‌های جدیدی برای مواجهه با حقیقت و هستی می‌گشایند. او ضد فلسفه را نه به‌عنوان تخریب فلسفه، بلکه به‌عنوان نیرویی می‌بیند که فلسفه را به سوی نوآوری و بازاندیشی سوق می‌دهد.از این منظر، پیشنهاد فعالیت‌های جایگزین در ضد فلسفه، تلاشی برای رهایی از چارچوب‌های خشک متافیزیکی و بازگشت به زمینه‌های ملموس زندگی است. این فعالیت‌ها، از سیاست و هنر گرفته تا علم و زبان، به‌عنوان ابزارهایی برای فهم و تجربه‌ی هستی، جایگزین نظام‌های فلسفی سنتی می‌شوند.ریشه‌های این رویکرد در واکنش به بحران‌های مدرنیت، به‌ویژه فروپاشی نظام‌های متافیزیکی کلاسیک و ظهور عقلانیت ابزاری، نهفته است. ضد فلسفه با پیشنهاد فعالیت‌های جایگزین، به دنبال بازسازی رابطه‌ی انسان با جهان از طریق عمل و خلاقیت است.

## نقدها و مناقشات

### خودتناقضی
یکی از جدی‌ترین نقدها علیه ضد فلسفه، «خود-پارادوکسیکال» بودن آن است. ضد فلسفه، در مقام نفی فلسفه، ناگزیر خود دست به فلسفه‌ورزی می‌زند. برای نمونه، جمله مشهور نیچه: «هیچ حقیقتی وجود ندارد، تنها تفسیرها هستند»، خود یک گزاره‌ی فلسفی درباره حقیقت است که نیاز به دفاع و بنیان‌گذاری دارد. به‌همین دلیل، برخی آن را نوعی «فلسفه‌ی خود-ویرانگر» می‌دانند.

### بی‌اعتنایی به میراث فلسفه
ضد فلسفه گاه با طرد یک‌باره فلسفه کلاسیک، بسیاری از دستاوردهای معرفتی و اخلاقی آن را نادیده می‌گیرد. اخلاق کانت، متافیزیک ارسطو، یا حتی دیالکتیک هگل، اگرچه قابل نقدند، اما حذف کامل آن‌ها می‌تواند به نیهیلیسم یا نسبی‌گرایی منتهی شود. به‌ویژه در رویکرد نیچه، برخی منتقدان (مانند هابرماس) خطر «رمانتیسم ارتجاعی» را گوشزد کرده‌اند.

### سکوت در برابر پرسش‌های بنیادین
در حالی که فلسفه سنتی سؤالاتی نظیر «هستی چیست؟»، «خیر چیست؟»، و «سوژه کیست؟» را بررسی می‌کند، ضد فلسفه اغلب این سؤالات را «اشتباه طرح‌شده» می‌نامد و از آن‌ها روی‌گردان است. این موضع گرچه رادیکال به‌نظر می‌رسد، اما می‌تواند نوعی سکوت فلسفی را تحمیل کند.

### فقدان انسجام و تعریف روشن
همان‌طور که بوریس گروئس در Introduction to Antiphilosophy می‌نویسد، ضد فلسفه نه یک سنت مکتوب، نه یک روش‌شناسی منسجم، و نه حتی موضوعاتی مشخص دارد. این فقدان انسجام موجب می‌شود برخی متفکران آن را نه‌یک جریان فکری، بلکه «واکنشی فردی» به بحران‌های فلسفی بدانند.

## ضد فلسفه در برابر فلسفه
ضد فلسفه، در نسبت با فلسفه‌ی سنتی یا کلاسیک، نه‌فقط به‌مثابه اعتراضی به برخی مفروضات، بلکه به‌منزله‌ی گسستی ساختاری از پروژه‌ی فلسفی عمل می‌کند. درحالی‌که فلسفه‌ی کلاسیک، به‌ویژه از دوران افلاطون تا کانت و هگل، در پی بنیان‌گذاری معرفت یقینی، نظم مفهومی و سوژه‌ی عقلانی بود، ضد فلسفه این پروژه را مورد تردید قرار می‌دهد و برخی بنیان‌های آن را بازنویسی یا واژگون می‌کند.

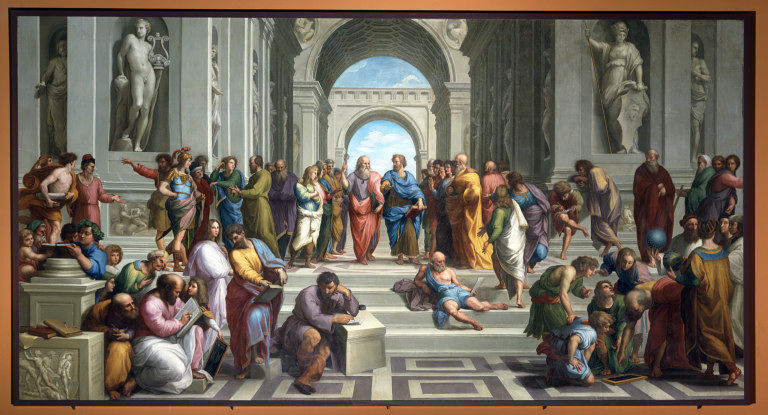
مدرسه‌ی آتن اثر رافائل. نماد عقل‌گرایی کلاسیک. ضد فلسفه با تردید در بنیان‌های فلسفه سنتی، این نظم را به چالش می‌کشد.

در اینجا، می‌توان برخی از تقابل‌های بنیادی میان فلسفه‌ی کلاسیک و ضد فلسفه را در قالبی تطبیقی خلاصه کرد:
| فلسفه کلاسیک                           | ضد فلسفه                                            |
| -------------------------------------- | --------------------------------------------------- |
| جست‌وجوی حقیقتی جهان‌شمول و فراتاریخی    | انکار حقیقت مطلق و تأکید بر تفسیر و روایت           |
| نظام‌سازی عقلانی: منطق، متافیزیک، اخلاق | گسست از نظام‌سازی؛ تحلیل زبان، تبارشناسی، روان‌کاوی   |
| سوژهی خودآگاه، عقلانی، مستقل           | سوژه‌ی شکاف‌خورده، ناخودآگاه، تاریخی یا ایدئولوژیک    |
| اتکا به معرفت‌شناسی سنتی                | جایگزینی با تبارشناسی، نقد گفتمان، روان‌کاوی و سیاست |

فلسفه‌ی کلاسیک، از افلاطون تا کانت و هگل، به جهان به‌مثابه نظمی عقلانی می‌نگرد که باید آن را بازشناخت و مفصل‌بندی کرد. در مقابل، ضد فلسفه اغلب جهان را درهم‌ریخته، گسسته و مملو از تمایزها و شکست‌ها می‌بیند—و در نتیجه، هرگونه ادعای جامع و کلی را نه فقط نابسنده، بلکه خطرناک تلقی می‌کند.
برای مثال، نیچه حقیقت را محصول روابط قدرت می‌داند؛ ویتگنشتاین مسائل فلسفی را نتیجه‌ی سوءفهم زبانی می‌داند؛ و لاکان ساختار ذهن را نه شفاف و عقلانی، بلکه نااستوار و نمادین معرفی می‌کند. این متفکران، به‌جای ادامه‌ی پروژه‌ی فلسفه، آن را درون خود تحلیل می‌برند—و همین‌جا است که ضد فلسفه در مرز فلسفه باقی می‌ماند: نه بیرون، نه درون، بلکه در وضعیت تعلیقی و پرسش‌انگیز.